# Église Saint-Gaétan-de-Thiene d'Hamrun
L'église Saint-Gaétan-de-Thiene est une église catholique située à Hamrun, à Malte.

## Historique
Deux églises étaient présentes à Hamrun, l'église Samra et l'église Ta' Nuzzu, mais, étant devenues trop petites, une nouvelle église fut construite au début des années 1870. Ouverte au culte en 1875, elle est érigée en église paroissiale en 1881, puis dédicacée le 26 septembre 1930.

## Description extérieure
La façade de l'église est construite dans un style néo-palladien, et est flanquée de clochers. Ces clochers sont considérés comme inhabituels et uniques sur l'île, s'appuyant sur une base légèrement en dessous du niveau du fronton, puis s'élevant en deux niveaux composés de colonnes superposées.
Le dôme de l'église a été conçu par Andrea Vassallo, dans les années 1920 et réalisé après la mort de celui-ci par l'architecte Guze Damato.

## Décoration intérieure

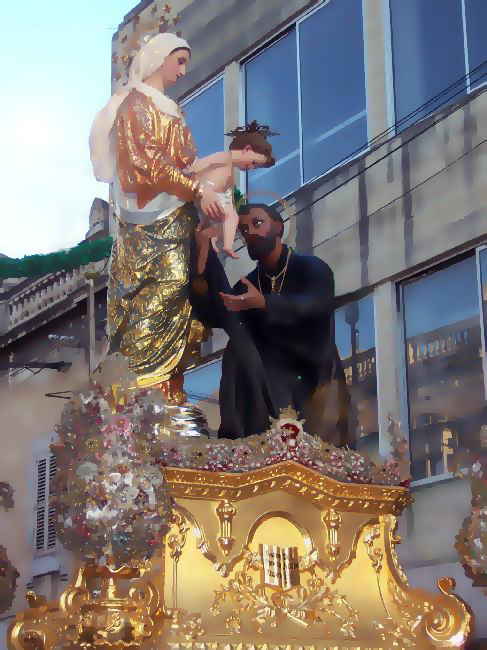
La statue de saint Gaétan portée en rue lors de la procession

Les tableaux décorant l'église datent des XIXe  et  XXe siècles. Ils sont l'œuvre d'artistes locaux ou étrangers comme Giuseppe Calì, Pietro Gagliardi, Giuseppe di Giovanni, Anna Forti, Giuseppe Bonnici, Giuseppe Briffa, et l'Italien Domenico Bruschi (1840-1910). 
Giuseppe Briffa (1901-1987) est l'auteur de deux longues peintures relatant la vie de saint Gaétan. Giuseppe di Giovanni (1817-1898) a peint saint Benoît et sainte Scholastique ; il semblerait que ce soit la seule commande exécutée par ce peintre pour Malte. Giuseppe Calì a peint Notre-Dame de la Doctrine vers 1885 et Notre-Dame du Carmel en 1897. 
Le tableau de la Vierge présentant l'Enfant Jésus à saint Gaétan est une commande de l'évêque Gaétan Pace Forno, exécutée à Rome par Gagliardi (1809-1890), à qui est dû aussi le tableau de Notre-Dame des Douleurs, de 1880. Saint Antoine tenant l'Enfant Jésus est de Bruschi (1840-1910). Sainte Apolline, de facture néoclassique, est d'Anna Forti. 
Notre-Dame du Rosaire, de 1881, est de Giuseppe Bonnici.
Le plafond peint est dû à Emvin Cremona (1919-1987).
Un orgue a été installé en 2013 dans l'église. Il a été fabriqué dans les années 1970 par l'entreprise allemande Willbrand, est arrivé sur l'île en 2006 et a été utilisé dans différents concerts avant d'être définitivement installé dans cet édifice.

## Restauration
Une restauration débute en 2008, à la suite d'une inspection ayant relevé l'état critique des peintures et l'urgence des travaux. En 2014, les restaurations de l'intérieur et de l'extérieur de l'église sont terminées, ainsi que celle du plafond peint. Les murs et les tableaux sont en cours de restauration. Les tableaux sont analysés pour déterminer les pigments nécessaires à la restauration, les manques à combler, les interventions nécessaires sur la peinture et le vernis.